# Hypsugo lophurus
Hypsugo lophurus é uma espécie de morcego da família Vespertilionidae. Endêmica de Mianmar, é conhecida de apenas uma localidade, Maliwun na província de Victoria, Tenasserim.